# Peter Ferraro
Pour les articles homonymes, voir Ferraro.
Peter Joseph Ferraro (né le 24 janvier 1973 à Port Jefferson dans l'État de New York aux États-Unis) est un joueur professionnel retraité de hockey sur glace.

## Carrière
Né une minute après son frère Chris Ferraro, il fut repêché devant celui-ci par la même équipe, les Rangers de New York. Depuis leur début, les frères jumeaux ont eu la possibilité d'évoluer ensemble à plusieurs reprises et furent en 1995, les premiers frères jumeaux de l'histoire de la Ligue nationale de hockey à évoluer pour la même équipe.
Les Rangers firent de lui leur premier choix (le 24e au total) lors du repêchage de 1992. Ferraro continua néanmoins sa progression avec l'équipe de l'Université du Maine, les Black Bears. Il joue également lors de deux tournois du Championnat du monde junior de hockey sur glace et s'aligne pour la saison 1993-94 avec l'équipe nationale des États-Unis avec qui, il participe d'ailleurs aux Jeux olympiques d'hiver de 1994. Il devient joueur professionnel en 1994, joignant les rangs avec son frère des Knights d'Atlanta de la ligue internationale de hockey. En 1995-1996, il fait ses débuts dans la LNH, prenant part à 5 rencontres.
En 1997, les Rangers le placent au ballotage où les Penguins de Pittsburgh le réclament, lui ainsi que son frère. Il joue 29 rencontres avec les Penguins en 1997-1998 avant de retourner avec les Rangers, encore une fois via le ballotage, mais cette fois sans son frère.
Il se joint la saison suivante aux Bruins de Boston en tant qu'agent libre et se plait sous la férule de l'entraîneur Pat Burns. Il connait tout de même ses meilleurs moments dans la Ligue américaine de hockey avec les Bruins de Providence, équipe qu'il aidera à remporter la Coupe Calder remise à la meilleure équipe des séries éliminatoires dans la LAH. Ferraro se voit également remettre le trophée Jack-A.-Butterfield remis au meilleur joueur des finales.
Avant le début de la saison 2001-2002, il signe un contrat avec les Capitals de Washington peu de temps après que l'équipe eu signer Chris. Les deux frères sont alors réunis pour la première fois depuis 4 ans. Il est acquis à l'été 2003 par les Coyotes de Phoenix, mais ne joue que pour leur club-école, les Falcons de Springfield, durant une saison avant de quitter pour la Suède où il s'aligne avec Chris pour le Södertälje SK de la Elitserien.
Quatre mois plus tard, il retourne en Amérique signant un contrat avec le Crunch de Syracuse de la LAH pour qui, il joue le reste de la saison 2004-2005. Il se joint la saison suivante au DEG Metro Stars de la Deutsche Eishockey-Liga.
Il partage la saison 2006-2007 entre les Sound Tigers de Bridgeport et les Rivermen de Peoria de la LAH avant de se joindre avec Chris en 2007 aux Wranglers de Las Vegas, équipe de l'ECHL. au terme de la saison 2008-2009, il se retire de la compétition.

## Statistiques

### Statistiques en club
| Saison     | Équipe                          | Ligue      |     | Saison régulière | Saison régulière | Saison régulière | Saison régulière | Saison régulière |    | Séries éliminatoires | Séries éliminatoires | Séries éliminatoires | Séries éliminatoires | Séries éliminatoires |
| Saison     | Équipe                          | Ligue      | PJ  | B                | A                | Pts              | Pun              | PJ               | B  | A                    | Pts                  | Pun                  |                      |                      |
| 1990-1991  | Fighting Saints de Dubuque      | USHL       | 29  | 21               | 31               | 52               | 83               | 8                | 7  | 5                    | 12                   | 10                   |                      |                      |
| 1991-1992  | Fighting Saints de Dubuque      | USHL       | 21  | 25               | 25               | 50               | 92               | —                | —  | —                    | —                    | —                    |                      |                      |
| 1991-1992  | Black Hawks de Waterloo         | USHL       | 21  | 23               | 28               | 51               | 76               | 4                | 8  | 5                    | 13                   | 16                   |                      |                      |
| 1992-1993  | Black Bears du Maine            | HE         | 36  | 18               | 32               | 50               | 106              | —                | —  | —                    | —                    | —                    |                      |                      |
| 1993-1994  | Black Bears du Maine            | HE         | 4   | 3                | 6                | 9                | 16               | —                | —  | —                    | —                    | —                    |                      |                      |
| 1993-1994  | Équipe Nationale des États-Unis |            | 60  | 30               | 34               | 64               | 87               | —                | —  | —                    | —                    | —                    |                      |                      |
| 1994-1995  | Knights d'Atlanta               | LIH        | 61  | 15               | 24               | 39               | 118              | —                | —  | —                    | —                    | —                    |                      |                      |
| 1994-1995  | Rangers de Binghamton           | LAH        | 12  | 2                | 6                | 8                | 67               | 11               | 4  | 3                    | 7                    | 51                   |                      |                      |
| 1995-1996  | Rangers de New York             | LNH        | 5   | 0                | 1                | 1                | 0                | —                | —  | —                    | —                    | —                    |                      |                      |
| 1995-1996  | Rangers de Binghamton           | LAH        | 68  | 48               | 53               | 101              | 157              | 4                | 1  | 6                    | 7                    | 22                   |                      |                      |
| 1996-1997  | Rangers de New York             | LNH        | 2   | 0                | 0                | 0                | 0                | 2                | 0  | 0                    | 0                    | 0                    |                      |                      |
| 1996-1997  | Rangers de Binghamton           | LAH        | 75  | 38               | 39               | 77               | 171              | 4                | 3  | 1                    | 4                    | 18                   |                      |                      |
| 1997-1998  | Penguins de Pittsburgh          | LNH        | 29  | 3                | 4                | 7                | 12               | —                | —  | —                    | —                    | —                    |                      |                      |
| 1997-1998  | Rangers de New York             | LNH        | 1   | 0                | 0                | 0                | 2                | —                | —  | —                    | —                    | —                    |                      |                      |
| 1997-1998  | Wolf Pack de Hartford           | LAH        | 36  | 17               | 23               | 40               | 54               | 15               | 8  | 6                    | 14                   | 59                   |                      |                      |
| 1998-1999  | Bruins de Boston                | LNH        | 46  | 6                | 8                | 14               | 44               | —                | —  | —                    | —                    | —                    |                      |                      |
| 1998-1999  | Bruins de Providence            | LAH        | 16  | 15               | 10               | 25               | 14               | 19               | 9  | 12                   | 21                   | 38                   |                      |                      |
| 1999-2000  | Bruins de Boston                | LNH        | 5   | 0                | 1                | 1                | 0                | —                | —  | —                    | —                    | —                    |                      |                      |
| 1999-2000  | Bruins de Providence            | LAH        | 48  | 21               | 25               | 46               | 98               | 13               | 5  | 7                    | 12                   | 14                   |                      |                      |
| 2000-2001  | Bruins de Providence            | LAH        | 78  | 26               | 45               | 71               | 109              | 17               | 4  | 5                    | 9                    | 34                   |                      |                      |
| 2001-2002  | Capitals de Washington          | LNH        | 4   | 0                | 1                | 1                | 0                | —                | —  | —                    | —                    | —                    |                      |                      |
| 2001-2002  | Pirates de Portland             | LAH        | 67  | 21               | 37               | 58               | 119              | —                | —  | —                    | —                    | —                    |                      |                      |
| 2002-2003  | Pirates de Portland             | LAH        | 59  | 22               | 41               | 63               | 123              | 3                | 0  | 2                    | 2                    | 16                   |                      |                      |
| 2003-2004  | Falcons de Springfield          | LAH        | 64  | 19               | 31               | 50               | 100              | —                | —  | —                    | —                    | —                    |                      |                      |
| 2004-2005  | Södertälje SK                   | Elitserien | 12  | 2                | 1                | 3                | 6                | —                | —  | —                    | —                    | —                    |                      |                      |
| 2004-2005  | Crunch de Syracuse              | LAH        | 48  | 9                | 17               | 26               | 75               | —                | —  | —                    | —                    | —                    |                      |                      |
| 2005-2006  | DEG Metro Stars                 | DEL        | 41  | 13               | 14               | 27               | 98               | 13               | 2  | 4                    | 6                    | 48                   |                      |                      |
| 2006-2007  | Sound Tigers de Bridgeport      | LAH        | 37  | 10               | 10               | 20               | 37               | —                | —  | —                    | —                    | —                    |                      |                      |
| 2006-2007  | Rivermen de Peoria              | LAH        | 12  | 3                | 3                | 6                | 6                | —                | —  | —                    | —                    | —                    |                      |                      |
| 2007-2008  | Wranglers de Las Vegas          | ECHL       | 68  | 36               | 37               | 73               | 90               | 20               | 8  | 13                   | 21                   | 12                   |                      |                      |
| 2008-2009  | Wranglers de Las Vegas          | ECHL       | 52  | 16               | 14               | 30               | 73               | —                | —  | —                    | —                    | —                    |                      |                      |
| Totaux LNH | Totaux LNH                      | Totaux LNH | 92  | 9                | 15               | 24               | 58               | 2                | 0  | 0                    | 0                    | 0                    |                      |                      |
| Totaux LAH | Totaux LAH                      | Totaux LAH | 620 | 251              | 340              | 591              | 1 130            | 86               | 34 | 42                   | 76                   | 252                  |                      |                      |

### Statistiques en équipe nationale
| Année | Équipe     | Compétition     |   | PJ | B | A  | Pts | Pun                |  | Résultat |
| 1992  | États-Unis | CM Jr.          | 7 | 3  | 5 | 8  | 12  | Médaille de bronze |  |          |
| 1993  | États-Unis | CMJ             | 7 | 7  | 4 | 11 | 8   | 4e place           |  |          |
| 1994  | États-Unis | Jeux olympiques | 8 | 6  | 0 | 6  | 6   | 8e place           |  |          |
| 2004  | États-Unis | CM              | 6 | 1  | 4 | 5  | 10  | 4e place           |  |          |

## Honneurs et trophées
- Championnat du monde junior de hockey sur glace
  - Nommé dans l'équipe d'étoiles du tournoi en 1992.
- Ligue américaine de hockey
  - Nommé dans la première équipe d'étoiles en 1996.
  - Gagnant de la Coupe Calder en 1999.
  - Gagnant du trophée Jack-A.-Butterfield remis au meilleur joueur des séries éliminatoires dans la LAH (en 1999).

## Transactions en carrière
- Repêchage de 1992 : repêché par les Rangers de New York (1er choix de l'équipe, 24e au total).
- 1er octobre 1997 : réclamé au ballotage par les Penguins de Pittsburgh.
- 9 janvier 1998 : réclamé au ballotage par les Rangers de New York.
- 5 août 1998 : signe à titre d'agent libre avec les Bruins de Boston.
- 25 juin 1999 : réclamé lors du repêchage d'expansion des Thrashers d'Atlanta.
- 25 juin 1999 : échangé par Atlanta aux Bruins de Boston en retour de Randy Robitaille.
- 1er août 2001 : signe à titre d'agent libre avec les Capitals de Washington.
- 17 juillet 2003 : signe à titre d'agent libre avec les Coyotes de Phoenix.
- 10 septembre 2003 : signe à titre d'agent libre avec Södertälje SK (Elitserien).
- 13 décembre 2004 : signe à titre d'agent libre avec le Crunch de Syracuse (LAH).
- 28 août 2006 : signe à titre d'agent libre avec les Islanders de New York.
- été 2007 : signe à titre d'agent libre avec les Wranglers de Las Vegas (ECHL).